# Metapontum

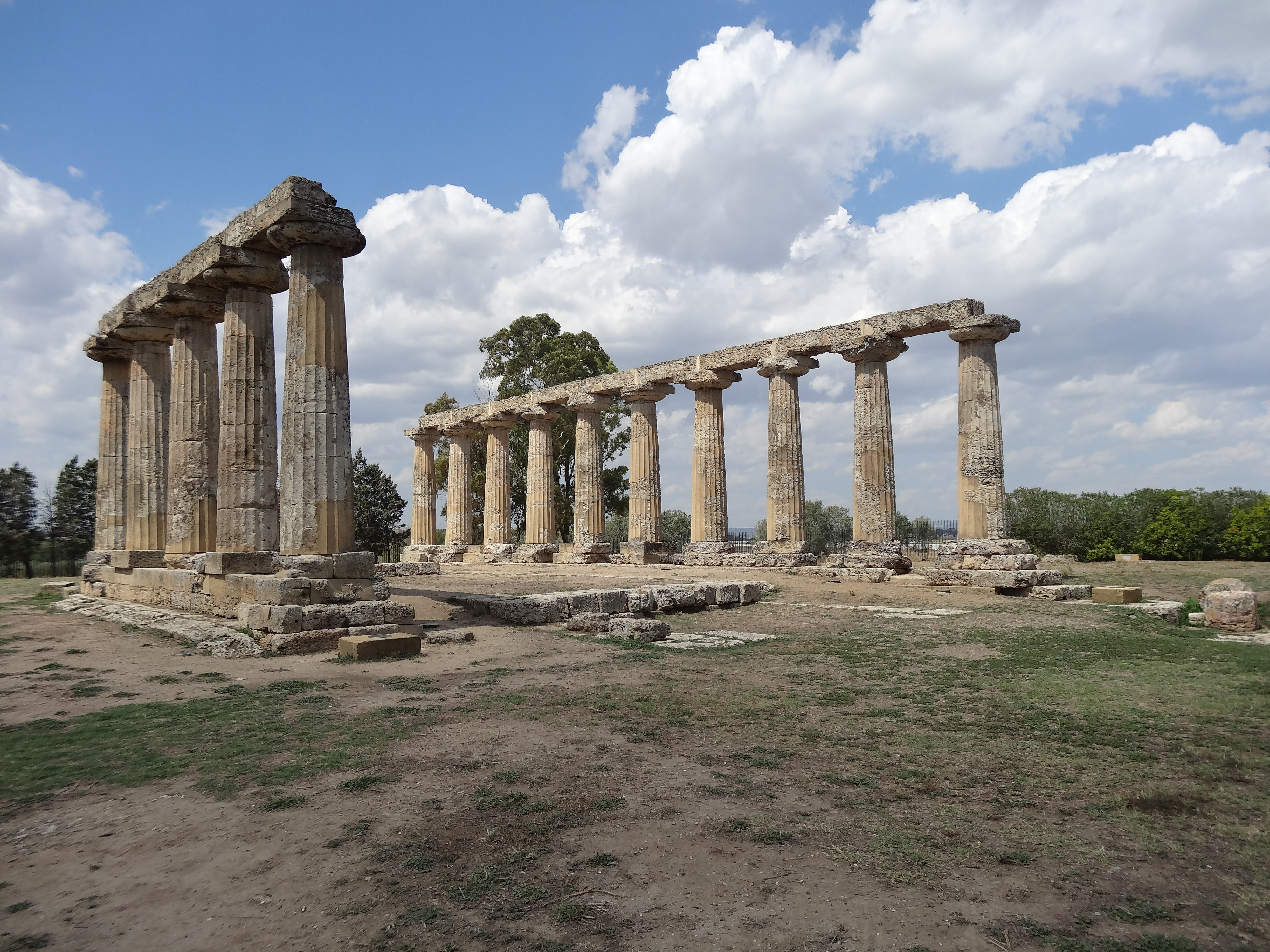
Tavola Palatine

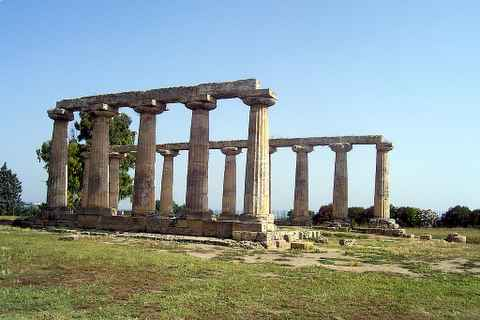
Tavola Palatine

Metapontum (görög nyelven Μεταπόντιον) az ókori Magna Graecia egyik legjelentősebb városa volt a Tarantói-öböl partján, a Bradano (Bradanus) és Basento (Casuentus) folyók torkolata közötti területen. Ma Bernalda községhez tartozik.

## Története
A várost az i. e. 7 században alapították valószínűleg püloszi görög telepesek a Szübarisz és Tarentum közötti területen. A régészeti leletek egy korábbi település nyomairól is tanúskodnak. A város mezőgazdaságilag termékeny területen épült (ma Metapontumi-síkság), élén kereskedelmet folytatott Paestummal valamint a Tirrén-tenger partján fekvő többi görög várossal.
Miután i. e. 327-ben Krotónból kiűzték, Püthagorasz ide telepítette át iskoláját. Alexandrosz, epiruszi királyt Metapontumban temették el, miután vereséget szenvedett a lukániaiktól és bruttiusoktól. A második pun háború során Hannibal szövetségese volt. A karthágóiak veresége után a várost kiürítették, félve a rómaiak megtorlásától.
A város rácsos utcahálózattal rendelkezett, falainak hossza kb. 6 km lehetett. Központja az agora volt. A Basento torkolatánál fekvő kikötőt egy csatorna kötötte össze a várossal.

## Romok
A város fennmaradt épületei közül a legjelentősebbek:
- Tavole Palatine - Magna Graecia egyik legjobb állapotban fennmaradt építménye. A dór templomot Héra tiszteletére emelték, 3 km-rel északra a városközponttól.
- Apollo Lycicus temploma - a Héra templomához hasonló templomot az i. e. 6 században építették. A templomhoz közelében egy színház romjait fedezték fel.